# 巴克沙 (薩夫蘭區)
48°0′47″N 29°58′58″E / 48.01306°N 29.98278°E
巴克沙（烏克蘭語：Бакша）是位於烏克蘭西南部的村莊，由敖德萨州波季利斯克区的薩夫蘭市鎮負責管轄。該村始建於1745年，面積8.03平方公里，海拔高度201米，2001年該村落人口1,078。